# Atlantistylis borealis
Atlantistylis borealis is een zeekommasoort uit de familie van de Diastylidae. De wetenschappelijke naam van de soort is voor het eerst geldig gepubliceerd in 2005 door Shalla & Bishop.